# Skierniewice Rawka

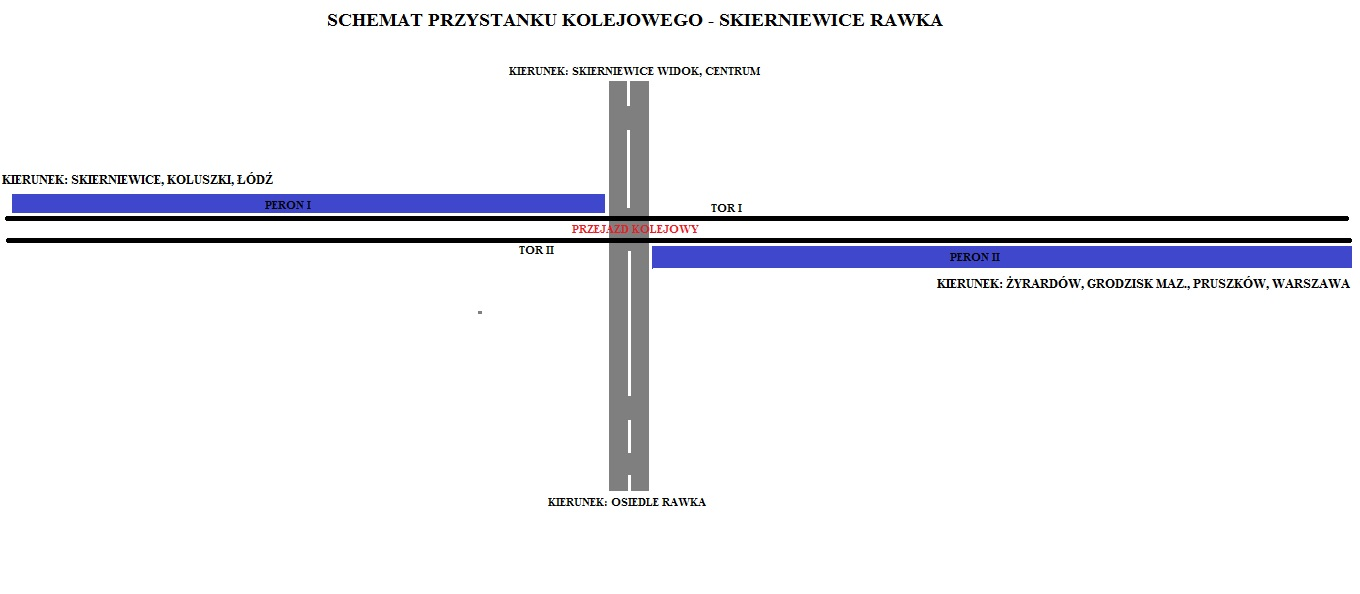
Schemat przystanku Skierniewice Rawka

Skierniewice Rawka – przystanek kolejowy w Skierniewicach, w dzielnicy Rawka, w województwie łódzkim, w Polsce. Wcześniej jako przystanek kolejowy wsi Rawka otwarty w 1927 r. Przystanek posiada dwa perony z wiatami.

## Ruch pasażerski[2]
| Rok  | Wymiana pasażerska na dobę | Miejsce w Polsce |
| ---- | -------------------------- | ---------------- |
| 2017 | 300-499                    | bd.              |
| 2018 | 300-499                    | bd.              |
| 2019 | 500-699                    | 473.             |
| 2020 | 300-499                    | 479.             |
| 2021 | 300-499                    | 462.             |
| 2022 | 500-699                    | 498.             |
| 2023 | 500-699                    | 525.             |
| 2024 | 500-699                    | 548.             |

## Połączenia
| Przewoźnik         | Linia | Trasa                                                                 |       |
| ------------------ | ----- | --------------------------------------------------------------------- | ----- |
| Koleje Mazowieckie | R1    | Warszawa Wschodnia – Skierniewice Rawka – Skierniewice                | [ 6 ] |
| POLREGIO           | iR    | Warszawa Wschodnia – Skierniewice Rawka – Skierniewice – Łódź Kaliska |       |